# Raised on Radio
Raised on Radio — девятый студийный альбом американской группы Journey, выпущенный в феврале 1986 года.

## Об альбоме
После ошеломительного успеха двух предыдущих альбомов группы Стив Перри решил взяться за работу над новым диском. Это вызвало перемены в составе группы:  был уволен Росс Вэлори, а после нескольких сессий ушел и Стив Смит. Вэлори был заменён на Боба Глоба, а место барабанщика занял Ларри Ландин, который когда-то играл с Элвисом Пресли, причём все изменения происходили без согласия менеджера и остальных участников группы. Продюсер тоже был уволен, его кресло занял сам Перри. Имя будущего альбома тоже изменилось: изначально планировалось назвать его «Freedom», однако Перри настоял на концептуальном «Raised On Radio», отражавшем его чувства к эпохе расцвета радиовещания. Несмотря на отрицательные отзывы, которые выразили Нил Шон и Джонатан Кейн, Перри был неуклонен в своём решении.
Диск получился во многом похожим на сольник Перри Street Talk, вышедший двумя годами ранее — более мягкое звучание, более форматные песни. Большинство фанатов и музыкальных критиков считали, что влияние Перри во многом способствовало невысокому успеху альбома в сравнении с предыдущими (альбом занял 4 место в национальном чарте и было продано лишь два миллиона  копий), однако синглы с альбома имели немалый успех: Be Good to Yourself занял 9 место, I’ll Be Alright Without You — 14, а Suzanne и Girl Can’t Help It добрались до 17 позиции.

## Список композиций
Слова и музыка всех песен — написаны Джонатаном Кейном, Стивом Перри и Нилом Шоном, кроме отмеченных.
| №   | Название                                                                   | Длительность |
| --- | -------------------------------------------------------------------------- | ------------ |
| 1.  | «Girl Can’t Help It»                                                       | 3:50         |
| 2.  | «Positive Touch»                                                           | 4:16         |
| 3.  | «Suzanne» (Кейн, Перри)                                                    | 3:38         |
| 4.  | «Be Good to Yourself»                                                      | 3:51         |
| 5.  | «Once You Love Somebody»                                                   | 4:40         |
| 6.  | «Happy to Give» (Кейн, Перри)                                              | 3:49         |
| 7.  | «Raised on Radio»                                                          | 3:49         |
| 8.  | «I'll Be Alright Without You»                                              | 4:49         |
| 9.  | «It Could Have Been You»                                                   | 3:37         |
| 10. | «The Eyes of a Woman»                                                      | 4:32         |
| 11. | «Why Can’t This Night Go on Forever» (Кейн, Перри)                         | 3:43         |
| 12. | «Girl Can’t Help It» (Live) (Бонус-трек на переиздании 2006 года)          | 4:17         |
| 13. | «I’ll Be Alright Without You» (Live) (Бонус-трек на переиздании 2006 года) | 4:57         |

## Участники записи
- Neal Schon — гитара, бэк-вокал; клавишные (трек 10), гитарный синтезатор
- Steve Perry — вокал, продюсер
- Jonathan Cain — клавишные, бэк-вокал
- Randy Jackson — бас-гитара, бэк-вокал
- Larrie Londin — ударные, перкуссия
- Bob Glaub — бас-гитара (треки 2, 10 и 11).
- Steve Smith — ударные (треки 2, 10 и 11).
- Mike Baird — ударные (треки 12 и 13) (записи с концертного тура 1986 года)
- Dan Hull — саксофон (треки 2 и 7), губная гармошка (трек 7)
- Steve Minkins — перкуссия (трек 3)

## Позиции в хит-парадах
Годовые чарты:
| Чарт (1986)                        | Позиция |
| ---------------------------------- | ------- |
| США (Billboard Top Popular Albums) | 36      |